# PCSX2
PCSX2 è un emulatore della console PlayStation 2 per Windows, Linux e Mac OS. 

## Caratteristiche
PCSX2 è un software open source in costante sviluppo, progettato per emulare la console PlayStation 2. L’ultima versione stabile garantisce un’elevata compatibilità con una vasta gamma di giochi, supportando oltre il 99% dei titoli pubblicati.
Pur offrendo un’esperienza di gioco fedele all’originale, PCSX2 include numerosi miglioramenti, tra cui:
- risoluzioni grafiche superiori
- frame rate più elevati e stabili
- creazione di memory card virtuali
- acquisizione di schermate
- registrazione video delle sessioni di gioco

## Sviluppo
Il progetto PCSX2 ha avuto inizio nel marzo 2002, grazie a un team di sviluppo conosciuto solo attraverso i propri nickname: Shadow, Saqib e Linuzappz. Quest’ultimo ha abbandonato il progetto e il ruolo di leader nel 2005.
A partire da gennaio 2008, il team ha iniziato a rilasciare versioni beta insieme alle release stabili, permettendo così agli utenti di partecipare attivamente al processo di testing, segnalando bug e proponendo nuove funzionalità.
Dal 2022, PCSX2 supporta l’architettura a 64 bit e l’API Vulkan. Inoltre, il sistema dei plugin è stato completamente riscritto e l’interfaccia grafica è stata rinnovata grazie all’adozione della GUI basata su Qt. Le versioni più recenti del software introducono aggiornamenti automatici e ottimizzano in modo dinamico l’esperienza di gioco per ciascun titolo, rendendo l’emulatore sempre più semplice da configurare.

## Plugin e BIOS
Come il suo predecessore, PCSX2 ha inizialmente utilizzato un sistema di plugin modulari per emulare le diverse funzioni della console PlayStation 2:
- GS Plugin: emulazione del chip grafico, compatibile con le API DirectX, OpenGL e Vulkan
- SPU Plugin: emulazione del processore audio
- PAD Plugin: gestione delle periferiche di input, incluso il controller DualShock 2 e altri dispositivi dedicati (chitarra, volanti ecc...)
- CDVD Plugin: lettura dei giochi da DVD o immagini ISO
- Dev9: supporto alle funzionalità di rete e periferiche online
- USB Plugin: emulazione delle porte USB
- FireWire Plugin: emulazione dell’interfaccia i.Link / FireWire della PS2

A partire dalla versione 1.7, tutte queste funzionalità sono state integrate in un unico core interno, eliminando la necessità di plugin separati. Inoltre, è stato introdotto il supporto nativo ai controller DualShock 4 e DualSense, rimuovendo così l'obbligo di utilizzare software esterni per la configurazione dei dispositivi di input.
Per quanto riguarda il rendering, si consiglia:
- l'uso di schede Nvidia per prestazioni ottimali con OpenGL
- l’utilizzo di schede AMD con l’API Vulkan
- l’API DirectX, ideale per sistemi con hardware più datato

Il motore grafico dell'emulatore permette di aumentare la risoluzione di gioco fino al 4K e oltre, richiedendo naturalmente maggiore potenza computazionale. Sono inoltre disponibili funzionalità per forzare l'output widescreen anche nei titoli che non lo prevedono nativamente, e nelle versioni più recenti è possibile inserire texture personalizzate per migliorare l’aspetto visivo dei giochi.
Per quanto riguarda il BIOS, inizialmente PCSX2 lo emulava via software. Tuttavia, per migliorare la compatibilità e le prestazioni, si è optato per l’utilizzo del BIOS originale della console. Tale BIOS non è incluso nel programma per motivi legali: l’utente deve eseguire il dump del BIOS dalla propria console PlayStation 2.
Infine, le Memory Card virtuali possono essere create con dimensioni personalizzabili, gestite manualmente e anche esportate o importate per il backup dei salvataggi.

## Requisiti di Sistema

### Minimi
- Sistema Operativo: Windows 10 o Linux (Ubuntu 18.04 / Debian o più recente, Arch Linux o altra distribuzione) 32 o 64 bit
- CPU: dual-core che supporti il SSE4.1 e l'hyper-threading
- GPU: con supporto DirectX 10, OpenGL 3 e almeno 2GB di VRAM
- RAM: 4 GB

### Raccomandati
- Sistema Operativo: Windows 11 (64 bit) o Linux (Ubuntu 25.04 / Debian o più recente, Arch Linux o altra distribuzione 64 bit)
- CPU: quad-core o superiore che supporti l'AVX2
- GPU: AMD o Nvidia con supporto DirectX 12, OpenGL 4.6 o Vulkan e almeno 4GB di VRAM
- RAM: 8 GB o superiore.[2]